# Reykjanesviti
Reykjanesviti, construït originàriament el 1878, és el far més antic d'Islàndia. Està situat a la vora sud-oest de la península de Reykjanes, per la qual cosa serveix com a llum de terra per a Reykjavík i Keflavík.
Està regulat per l'Autoritat Islandesa del Transport (Samgöngustofa), que també manté i opera les principals llums costaneres. mentre que les autoritats portuàries locals operen les llums portuàries.

## Característiques
Es tracta d'una torre blanca de formigó rodona de 31 metres d'altura amb llanterna vermella i galeria. El far està situat al cim d'un turó (un con volcànic inactiu) a la vora sud-oest de la península de Reykjanes, a uns 16 km a l'oest de Grindavík i a 20 km al sud-oest de Keflavík. La llum característica és "Fl (2) W 30 s", és a dir, un grup de dues llums intermitents cada 30 segons i el seu nombre internacional és L4466. Al terrat hi ha muntada una antena per a la transmissió de senyals DGPS en el rang d'ones llargues. El pla focal queda situat a 73 m sobre el nivell del mar i el rang de llum arriba a les 22 milles. També hi ha una residència de dos pisos, construïda a la zona moderna, per allotjar el vigilant resident.

## Història
El primer far en aquest lloc va entrar en funcionament l'1 de desembre de 1878, però vuit anys més tard fou destruït per un terratrèmol. Feia 6,2 m d'alt i una alçada de foc de 54 m. El 1957 es va electrificar i el 2005 es va automatitzar.